# Waseca
Waseca er en amerikansk by og administrativt centrum i det amerikanske county Waseca County, i staten Minnesota. I 2000 havde byen et indbyggertal på 8.493.

## Ekstern henvisning
- Wasecas hjemmeside (engelsk)

44°04′39″N 93°30′27″V / 44.0776°N 93.507477777778°V